# Liste der Stolpersteine in Büren
Die Liste der Stolpersteine in Büren enthält die Stolpersteine, die im Rahmen des gleichnamigen Kunst-Projekts von Gunter Demnig in Büren verlegt wurden. Mit ihnen soll an die Opfer des Nationalsozialismus erinnert werden, die in Büren lebten und wirkten.

## Weiberg
| Name                 | Adresse        | Bild | Inschrift                                                                                                   | Verlegedatum  | Biografie und Anmerkungen |
| -------------------- | -------------- | ---- | --- | ------------- | ------------------------- |
| Beate Rosenthal      | Birkenweg 16 · |      | Hier wohnte Beate Rosenthal Jg. 1875 deportiert 1942 Theresienstadt ermordet 28.1.1943                      | 22. Okt. 2021 |                           |
| Siegmund Rosenthal   | Birkenweg 16 · |      | Hier wohnte Siegmund Rosenthal Jg. 1878 deportiert 1942 Ghetto Warschau ermordet                            | 22. Okt. 2021 |                           |
| Lina Rosenthal       | Birkenweg 16 · |      | Hier wohnte Lina Rosenthal Jg. 1887 deportiert 1942 Ghetto Warschau ermordet                                | 22. Okt. 2021 |                           |
| Arthur Rosenthal     | Birkenweg 16 · |      | Hier wohnte Arthur Rosenthal Jg. 1893 'Schutzhaft' 1938 Buchenwald deportiert 1942 Ghetto Warschau ermordet | 22. Okt. 2021 |                           |
| Louis Rosenthal      | Birkenweg 16 · |      | Hier wohnte Louis Rosenthal Jg. 1885 deportiert Theresienstadt befreit                                      | 22. Okt. 2021 |                           |
| Dr. Albert Rosenthal | Birkenweg 16 · |      | Hier wohnte Dr. Albert Rosenthal Jg. 1890 gedemütigt/entrechtet mit Hilfe überlebt                          | 22. Okt. 2021 |                           |